# Loganair
Loganair es una aerolínea escocesa con base en el Aeropuerto Internacional de Glasgow. Opera vuelos regulares como franquicia de British Airways a Escocia y sus archipiélagos de las Órcadas, las Hébridas y Shetland, así como a Irlanda del Norte y la República de Irlanda. Asimismo trabaja para el Servicio Escocés de Ambulancias Aéreas y el Servicio Real de Correos.

## Historia

### Primeros años
Loganair fue fundada el 1 de febrero de 1962 como servicio de aerotaxi de Logan Construction Company Ltd, operando un único Piper Aztec con base en Edimburgo. Casi inmediatamente comenzó a surgir cierta demanda de vuelos regulares, lo que llevó a la compañía a sumar estos servicios a su oferta y a ampliar su flota. A medida que la red de destinos fue cubriendo islas y ciudades cada vez más remotas, la oferta de servicios regulares de Loganair comenzó a crecer.
En 1964 y 1970 respectivamente Loganair implantó vuelos interinsulares en las Órcadas y Shetland, servicios que aún hoy son la columna vertebral de la aerolínea. Los servicios sanitarios aéreos comenzaron en 1967 cubriendo Coll, Colonsay, Oronsay, Mull y Oban con una flotilla dedicada de Britten-Norman Islander con base en Glasgow, Kirkwall y Lerwick. Sin embargo, desde el 31 de marzo de 2006 la concesión pertenece a Gama Aviation, que utiliza aviones King Air 200c más rápidos y presurizados y helicópteros Eurocopter EC-135.
Entre 1968 y 1983, bajo el control del Royal Bank of Scotland, la red de Loganair en las Highlands y las islas fue asumiendo su carácter regional actual. El crecimiento de la empresa fue estimulado por un programa de racionalización de recursos comenzado por British Airways en 1975 con la transferencia a Loganair de las rutas con poca demanda. Esta fue la gran oportunidad de la aerolínea para extender su red de destinos, que pasó a incluir las Orcadas, las Hébridas y Shetland. En 1979, Loganair lanzó un nuevo servicio entre Glasgow y la ciudad norirlandesa de Derry/Londonderry, primer paso hacia su expansión en Irlanda del Norte.
Tras ganarse a pulso el puesto de "Aerolínea de Escocia" (Scotland's Airline), la compañía amplió horizontes y en 1980 solicitó a British Airways la cesión de la ruta Belfast-Edimburgo. En 1981, Loganair decidió entrar en la competencia por dominar la ruta Glasgow-Belfast, con el objetivo de ganar cuota de mercado en el Aeropuerto de Belfast. Otro de los aeropuertos sobre el que la compañía centró su atención fue Mánchester, desde donde comenzó a explotar vuelos diarios a Edimburgo, Belfast y Glasgow.
Con un tráfico de negocios que cada vez ganaba mayor peso en el total de pasajeros transportados, Loganair adquirió aviones más grandes como el Shorts 360 o el Fokker Friendship. En septiembre de 1983 y coincidiendo con el interés que British Midland Group comenzó a mostrar por la compañía, Loganair se decidió a entrar en el mercado de la aviación a reacción. Dentro del plan para extender sus servicios a las Islas del Canal y la Europa continental la aerolínea se hizo con 2 reactores BAe 146-200, conocido como el "Whisper Jet", estaba a la vanguardia de la tecnología aeronáutica de corto alcance al proporcionar mayor confort a los pasajeros y mayor capacidad de carga. En diciembre de 1983 Loganair se convirtió en subsidiaria de Airlines of Britain Group.
La flota siguió creciendo con la adquisición de aviones BAe Jetstream 31, Jetstream 41 y ATP, de forma que a finales de los 80 Loganair ofrecía vuelos regulares y chárter a numerosos destinos. Loganair se convirtió en la segunda aerolínea en importancia en el Aeropuerto de Mánchester por volumen de trabajo, la primera en el Aeropuerto de Belfast y un importante actor en el desarrollo de los servicios regulares en Southampton. Con el aprovechamiento máximo de los aviones como factor principal, Loganair consiguió varios contratos de transporte de correo nocturno para el Servicio Real de Correos (Royal Mail).
Sin embargo, los prometedores años 80 dieron paso a los turbulentos 90. En 1994 British Midland realizó una reorganización de sus actividades y transfirió los servicios transfronterizos y la flota asociada a ellos a Manx Airlines Europe. En julio de 1994 se forjó una fuerte relación entre Loganair y British Airways en Escocia, puesto que Loganair pasaba a ser la segunda aerolínea franquiciada de British Airways. En 1996, aún bajo control de British Midland Group, fueron transferidos los principales servicios interiores en Escocia.

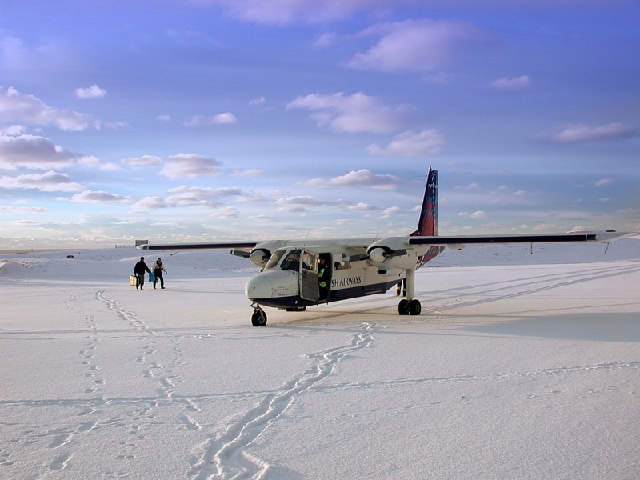
Britten-Norman Islander en Fair Isle.

Con un De Havilland Canada DHC-6 Twin Otter y 5 Britten-Norman Islander, la compañía encontró fuerzas en sus orígenes y su espíritu pionero, centrándose de nuevo en los servicios a las Orcadas, Shetland y el litoral occidental de Escocia.

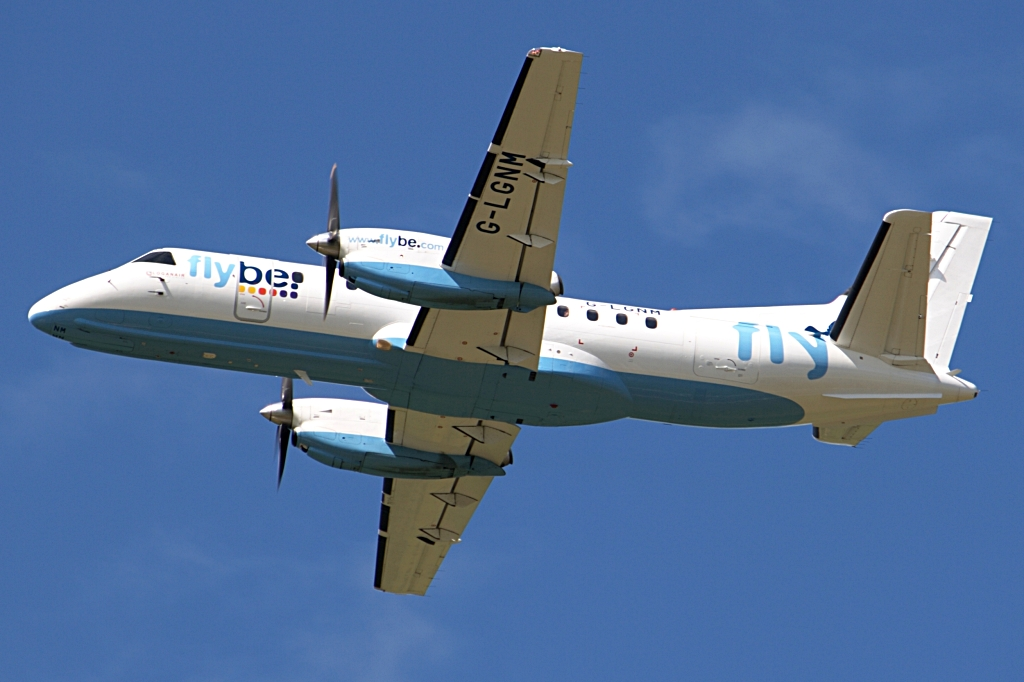
Loganair Saab 340B.

Hasta 2008 continuó siendo una franquicia de British Airways, condición que recientemente ha acordado prolongar hasta 2008. Según este acuerdo todas las operaciones de Loganair compartían código (intervalo BA 8770-8999) con British Airways. Además todos sus aviones deben estar pintados únicamente con la librea de BA y la tripulación debe también vestir el uniforme de dicha aerolínea. Asimismo, los vuelos son reservados y vendidos a través de los sistemas de British Airways y sus viajeros disfrutan de las ventajas de sus programas de fidelización. Loganair, como franquicia de British Airways, es miembro afiliado de la alianza Oneworld. Sin perjuicio de todo lo anterior, desde 2004 Loganair vuelve a operar con su propia infraestructura e imagen las operaciones interinsulares en las Orcadas y Shetland.
La aerolínea continuó con su expansión, y en noviembre de 2003 anunció su intención de hacerse con algunas de las rutas explotadas por Citiexpress, otra subsidiaria de British Airways. Las siete rutas adquiridas fueron Glasgow-Stornoway, Glasgow-Benbecula, Glasgow-Belfast, Glasgow-Isla de Man, Glasgow-Aberdeen, Aberdeen-Shetland y Edimburgo-Belfast. Loganair continuó realizando estas rutas con los BAe ATP de British hasta el 28 de mayo de 2005, momento en que fueron sustituidos por nuevos Saab 340.
En junio de 2005, Loganair obtuvo un contrato del gobierno irlandés para operar un servicio ida y vuelta diario desde Knock, condado de Mayo, a Dublín. Esta ruta con obligación de servicio público (PSO) funcionó durante un período de tres años como British Airways, con efecto a partir del 22 de julio de 2005. La operación cesó en julio de 2008, ya que Aer Arann perdió el contrato. La aerolínea también compró rutas de Citiexpress en marzo de 2004.

### Operaciones bajo la marca deFlybe
Hasta octubre de 2008, Loganair era una franquicia de British Airways y operaba vuelos vendidos a través de BA utilizando códigos de vuelo de BA. Las operaciones entre islas de Loganair entre las islas Orcadas y Shetland operadas con Britten-Norman Islander fueron eliminadas del acuerdo de franquicia en 2004. Desde entonces, los vuelos se han comercializado bajo el propio nombre de Loganair, en lugar del de British Airways. Loganair se convirtió en una aerolínea franquiciada de Flybe, operando con los colores de Flybe. Los vuelos también se operan bajo un acuerdo de código compartido con British Airways que conecta vuelos desde Escocia a Londres. La franquicia ha sido criticada por los residentes de las islas escocesas por lo que perciben como tarifas excesivamente altas, y una campaña en Facebook creada en junio de 2015 para resaltar el tema atrajo más de 7400 "me gusta" en el transcurso de su primer fin de semana.

### Compra de ScotAirways
El 8 de julio de 2011, se anunció que Loganair había acordado comprar ScotAirways, con sede en Cambridge. ScotAirways continuó operando como una entidad separada (usando su nombre original de Suckling Airways) y manteniendo sus propias licencias y aprobaciones hasta abril de 2013.
Los servicios a Belfast y Birmingham desde Dundee finalizaron el 2 de diciembre de 2012. Después de que CityJet pusiera fin a sus servicios entre Dundee y el aeropuerto de la Ciudad de Londres en enero de 2014, Loganair se hizo cargo de la ruta, operando desde Dundee al aeropuerto de Londres Stansted, con el apoyo de un acuerdo PSO.
En mayo de 2015, Highlands and Islands Airports adquirió dos aviones Viking Air DHC-6-400 Twin Otter para ser operados por Loganair en las rutas de obligación de servicio público del gobierno escocés entre Glasgow y Campbeltown, Tiree y Barra. En agosto de 2015, la aerolínea pasó a formar parte de un nuevo grupo de aerolíneas regionales, Airline Investments Limited (AIL), junto con la aerolínea bmi regional, con sede en las East Midlands.
El 21 de noviembre de 2016, Flybe y Loganair anunciaron que su acuerdo de franquicia terminaría el 31 de agosto de 2017. A pesar de los titulares, no está claro quién inició la rescisión. Posteriormente, Loganair relanzó su sitio web sin renovar los acuerdos interlínea con Flybe o Aer Lingus.
En abril de 2017, a la espera de la rescisión del acuerdo de franquicia Flybe, Loganair presentó su nueva imagen corporativa independiente en el Saab 340B Freighter G-LGNN. A partir del 1 de septiembre, la aerolínea empezó a operar "por derecho propio" por primera vez en 24 años. Loganair firmó un acuerdo de código compartido con British Airways (BA), vigente a partir del 1 de septiembre de 2017 (coincidiendo con el lanzamiento de operaciones independientes), que permite a los pasajeros reservar vuelos en la red global de BA.

### Reacciones ante la desaparición de otras aerolíneas
En febrero de 2019, tras el cese de operaciones del grupo Bmi (Bmibaby y BMI Regional) Loganair anunció que se haría cargo de las rutas de Bmi desde Aberdeen a Bristol, Oslo y Esbjerg, de Newcastle a Stavanger y Bruselas y desde el aeropuerto de la ciudad de Derry a Londres-Stansted. Un tribunal británico, tras una demanda del sindicato British Airline Pilots' Association, sobre la rápida acción de Loganair tras el cierre de Bmi concluyó que la aerolínea había actuado legalmente, a pesar de que había creado varios planes de contingencia para la desaparición de las aerolíneas británicas Eastern Airways y Flybe.
En marzo de 2020, tras el cese de operaciones de Flybe, Loganair anunció que se haría cargo de varias rutas desde Escocia y Newcastle.

### Potencial venta
En octubre de 2022, Loganair confirmó que los únicos propietarios existentes, los hermanos Stephen (72 años) y Peter Bond (61 años), buscaban un comprador que actuara como "custodio de la próxima generación" de la empresa. El proceso de venta se suspendió en octubre de 2023, y los hermanos Bond conservaron su participación mientras se completa un programa de renovación de la flota.

## Mantenimiento
Las operaciones de mantenimiento de Loganair son llevadas a cabo en el Aeropuerto Internacional de Glasgow y en el de Kirkwall. Gran parte de las revisiones y reparaciones que puedan necesitar los Saab y Twin Otter de la aerolínea son realizadas en el hangar que Loganair tiene en Glasgow. Normalmente suelen estar inmovilizados en el hangar 1 o 2 Saabs y un 1 Twin Otter. Estos últimos requieren especial atención día a día pues debe revisarse si tienen restos de sal procedentes de los aterrizajes en el aeropuerto de la playa de Barra. El mantenimiento de los Britten-Norman Islander, sin embargo, se realiza en Kirkwall.
El sistema de mantenimiento de Loganair ha sido alabado durante varios años por las constructoras aeronáuticas gracias a sus altos estándares y la calidad de las reparaciones realizadas.

## Incidentes y accidentes
- En 1986, un Twin Otter 300 que volaba con malas condiciones meteorológicas se estrelló en Islay. Los pilotos confundieron el pueblo costero de Laphroaig con Port Ellen, localidad cercana al Aeropuerto Glenegedale de Islay.[17] Hubo una víctima mortal y fue el último gran incidente de este tipo en el Reino Unido.[18]

- En mayo de 1996, un accidente en Shetland acabó con la vida del piloto e hirió a un médico y una enfermera. El avión afectado fue un Britten-Norman Islander que regresaba a Lerwick después de llevar a un trabajador de una plataforma petrolífera herido a un hospital de Inverness.

- El 27 de febrero de 2001, un Shorts 360 que llevaba correo a Belfast se estrelló en Firth of Forth poco después de despegar a las 17:30 GMT de Edimburgo. Los dos tripulantes fallecieron. La investigación posterior reveló la formación de escarcha en los motores como causa del accidente. El aparato había estado aparcado en el Aeropuerto de Edimburgo bajo una fuerte tormenta de nieve sin ningún tipo de protección en los motores.

- El 23 de marzo de 2001 el piloto de un Islander se sintió indispuesto durante el vuelo después de haberse expuesto a sustancias químicas peligrosas a causa de un uso indebido de las mismas. El avión aterrizó sin problemas una vez que el único piloto a bordo se encotrase mejora, si bien tuvo que permanecer bastante tiempo hospitalizado. Actualmente recibe una pensión de invalidez. Loganair no comunicó el problema al organismo competente como debía, sino que remitió un informe no del todo cierto a las autoridades de Aviación Civil. El asunto llegó a la Comisión de Transportes del Parlamento de Westminster.

- El 15 de marzo de 2005 un Britten-Norman Islander que realizaba servicios sanitarios se estrelló en el mar mientras realizaba la aproximación al Aeropuerto de Campbeltown, en el oeste de Escocia. Tanto su único tripulante como el técnico sanitario del Servicio Escocés de Ambulancia fallecieron en el accidente.

- El 15 de diciembre de 2014, un Saab 2000 que operaba como el vuelo 6780 fue alcanzado por un rayo mientras se acercaba al aeropuerto de Sumburgh. Posteriormente, el vuelo sufrió dificultades de control y cayó en picada de 4000 pies a 1000 pies después de que la tripulación intentó hacerse cargo de los controles, pero no se dio cuenta de que el piloto automático aún estaba activado. Luego, el avión declaró Mayday y regresó al Aeropuerto de Aberdeen. Había 33 ocupantes a bordo y no se reportaron heridos.

- El 16 de junio de 2020, un Embraer ERJ-145EP registrado como G-SAJS sufrió daños menores en su stand en la plataforma del aeropuerto de Aberdeen después de ser golpeado por un Bombardier Dash 8 Q400 registrado como G-JECK. El Dash 8, con la librea de la extinta aerolínea Flybe, quedó encajado debajo del ERJ. No había pasajeros a bordo de ninguno de los aviones en el momento del incidente y no se informaron heridos.

## Destinos
Loganair opera vuelos a los siguientes destinos:
| Países      | Destinos            | Aeropuertos                                    |
| ----------- | ------------------- | ---------------------------------------------- |
| Dinamarca   | Esbjerg             | Aeropuerto de Esbjerg                          |
| Isla de Man | Isla de Man         | Aeropuerto de la Isla de Man (base)            |
| Noruega     | Bergen              | Aeropuerto de Bergen-Flesland                  |
| Noruega     | Oslo                | Aeropuerto de Oslo-Gardermoen                  |
| Noruega     | Stavanger           | Aeropuerto de Stavanger-Sola                   |
| Irlanda     | Donegal             | Aeropuerto de Donegal                          |
| Irlanda     | Dublín              | Aeropuerto de Dublín                           |
| Reino Unido | Aberdeen            | Aeropuerto de Aberdeen (base)                  |
| Reino Unido | Barra               | Aeropuerto de Barra                            |
| Reino Unido | Benbecula           | Aeropuerto de Benbecula                        |
| Reino Unido | Belfast             | Aeropuerto de la Ciudad de Belfast George Best |
| Reino Unido | Birmingham          | Aeropuerto Int. de Birmingham-West Midlands    |
| Reino Unido | Bristol             | Aeropuerto Internacional de Bristol            |
| Reino Unido | Campbeltown         | Aeropuerto de Campbeltown                      |
| Reino Unido | Cardiff             | Aeropuerto Int. de Cardiff                     |
| Reino Unido | Derry               | Aeropuerto de la Ciudad de Derry (base)        |
| Reino Unido | Dundee              | Aeropuerto de Dundee (base)                    |
| Reino Unido | Eday                | Aeropuerto de Eday                             |
| Reino Unido | Edimburgo           | Aeropuerto de Edimburgo (base)                 |
| Reino Unido | Exeter              | Aeropuerto Int. de Exeter (base)               |
| Reino Unido | Glasgow             | Aeropuerto Int. de Glasgow (base)              |
| Reino Unido | Inverness           | Aeropuerto de Inverness                        |
| Reino Unido | Isla Fair           | Aeropuerto de la Isla Fair (estacional)        |
| Reino Unido | Islas Shetland      | Aeropuerto de Sumburgh                         |
| Reino Unido | Islay               | Aeropuerto de Islay                            |
| Reino Unido | Kirkwall            | Aeropuerto de Kirkwall                         |
| Reino Unido | Liverpool           | Aeropuerto de Liverpool-John Lennon            |
| Reino Unido | Londres             | Aeropuerto de la Ciudad de Londres             |
| Reino Unido | Londres             | Aeropuerto de Londres-Heathrow                 |
| Reino Unido | Mánchester          | Aeropuerto de Mánchester                       |
| Reino Unido | Newcastle upon Tyne | Aeropuerto de Newcastle upon Tyne (base)       |
| Reino Unido | Newquay             | Aeropuerto de Newquay Cornualles               |
| Reino Unido | North Ronaldsay     | Aeropuerto de North Ronaldsay                  |
| Reino Unido | Norwich             | Aeropuerto Int. de Norwich                     |
| Reino Unido | Papa Westray        | Aeropuerto de Papa Westray                     |
| Reino Unido | Sanday              | Aeropuerto de Sanday                           |
| Reino Unido | Southampton         | Aeropuerto Int. de Southampton                 |
| Reino Unido | Stornoway           | Aeropuerto de Stornoway                        |
| Reino Unido | Stronsay            | Aeropuerto de Stronsay                         |
| Reino Unido | Tiree               | Aeropuerto de Tiree                            |
| Reino Unido | Westray             | Aeropuerto de Westray                          |

## Flota

### Flota actual

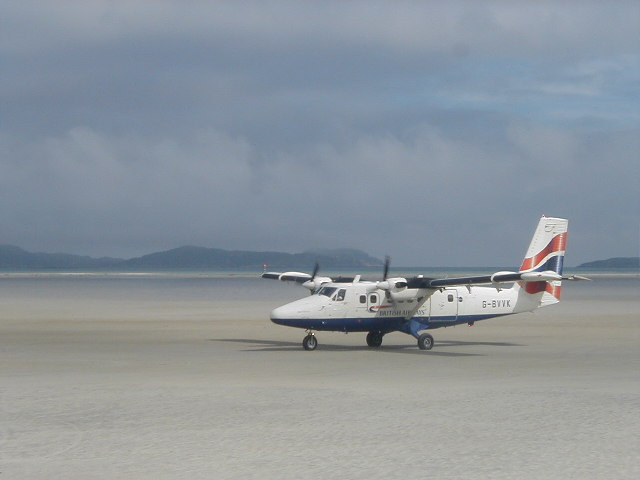
Aterrizaje de un Twin Otter de Loganair, operando para British Airways, en la playa del Aeropuerto de Barra.

La flota de Loganair se compone de las siguientes aeronaves:
| Aeronaves                            | En servicio | Pedidos | Pasajeros                                          | Matrículas                                                           | Antigüedad                                         |
| ------------------------------------ | ----------- | ------- | -------------------------------------------------- | -------------------------------------------------------------------- | -------------------------------------------------- |
| ATR 42                               | 7           | —       | 48                                                 | G-LMRA «Clan Adair / Clann am MacÈigeir»                             | 29,4 años                                          |
| ATR 42                               | 7           | —       | 48                                                 | G-LMRB «Clan Baxter / Clann am Bacastair»                            | 29,4 años                                          |
| ATR 42                               | 7           | —       | 48                                                 | G-LMRD «Clan Douglas / Clann an Dùghlas»                             | 26 años                                            |
| ATR 42                               | 7           | —       | 48                                                 | G-LMRE «Clan Ewing / Clann MhicEòghainn»                             | 25,3 años                                          |
| ATR 42                               | 7           | —       | 46                                                 | G-LMSB «Clan Balfour / Clann Bhaile Phùir»                           | 12,4 años                                          |
| ATR 42                               | 7           | —       | 48                                                 | G-LMSA «Clan Armstrong / Clann Armstrong»                            | 8,3 años                                           |
| ATR 72                               | 12          | 1       | Carga                                              | G-LMRZ «RMA Western Isles Flyer / RMA Itealaiche Na h-Elieanan Siar» | 26,7 años                                          |
| ATR 72                               | 12          | 1       | Carga                                              | G-LMRX «RMA Captain E. E. Fresson OBE»                               | 26,6 años                                          |
| ATR 72                               | 12          | 1       | Carga                                              | G-LMRV «RMA Highland Flyer / RMA Itealaiche an Gaidhealtachd»        | 17,3 años                                          |
| ATR 72                               | 12          | 1       | Carga                                              | G-LMRY                                                               | 16,3 años                                          |
| ATR 72                               | 12          | 1       | 72                                                 | G-LMTF «Clan Manannán»                                               | 12,6 años                                          |
| ATR 72                               | 12          | 1       | 72                                                 | G-LMTB «Clan Beveridge / Clann Beveridge»                            | 12 años                                            |
| ATR 72                               | 12          | 1       | 72                                                 | G-LMTG «Clan Galbraith / Clann Mac a'Bhreatnaich»                    | 11,6 años                                          |
| ATR 72                               | 12          | 1       | 72                                                 | G-LMTH «Clan Houston / Clann MhicÙistein»                            | 11,3 años                                          |
| ATR 72                               | 12          | 1       | 72                                                 | G-LMTI «Clan Inglis / Clann Inglis»                                  | 11 años                                            |
| ATR 72                               | 12          | 1       | 72                                                 | G-LMTD «Clan Duncan / Clann MhicDhonnchaidh»                         | 10,2 años                                          |
| ATR 72                               | 12          | 1       | 72                                                 | G-LMTC «Clan Cairns / Clann MhicCàrnaich»                            | 10 años                                            |
| ATR 72                               | 12          | 1       | 72                                                 | G-LMTA «Clan Abercromby / Clann Obar Chrombaich»                     | 9,9 años                                           |
| ATR 72                               | 12          | 1       | 72                                                 | G-LMTE «Clan MacEwen / Clann MhicEòghainn»                           | 9,8 años                                           |
| Britten-Norman Islander              | 2           | —       | 9                                                  | G-BLDV «Magnus Eriendsson Earl of Orkney»                            | 41,4 años                                          |
| Britten-Norman Islander              | 2           | —       | 9                                                  | G-BPCA «Earl Thorfinn, the Mighty»                                   | 40,8 años                                          |
| De Havilland Canada DHC-6 Twin Otter | 3           | —       | 19                                                 | G-BVVK «Spirit of Eilidh / Spiorad Eilidh»                           | 45,4 años                                          |
| De Havilland Canada DHC-6 Twin Otter | 3           | —       | 19                                                 | G-HIAL                                                               | 10,4 años                                          |
| De Havilland Canada DHC-6 Twin Otter | 3           | —       | 19                                                 | G-SGTS                                                               | 10,3 años                                          |
| Embraer ERJ-145                      | 13          | —       | 49                                                 | G-SAJG «Clan Pentland / Clan Phentland»                              | 26,2 años                                          |
| Embraer ERJ-145                      | 13          | —       | 49                                                 | G-SAJH «Clan Kinloch / Clann ChinnLoch»                              | 26,2 años                                          |
| Embraer ERJ-145                      | 13          | —       | 49                                                 | G-SAJJ «Clan Logan / Clann Logan»                                    | 26,1 años                                          |
| Embraer ERJ-145                      | 13          | —       | 49                                                 | G-SAJL «Clan Kinnaird / Clann ChinnÀird»                             | 26,1 años                                          |
| Embraer ERJ-145                      | 13          | —       | 49                                                 | G-SAJK «Clan Anderson / Clann MhicAnndrais»                          | 26 años                                            |
| Embraer ERJ-145                      | 13          | —       | 49                                                 | G-SAJI «Clan Ainslie / Clann Ainslidh»                               | 25,6 años                                          |
| Embraer ERJ-145                      | 13          | —       | 49                                                 | G-SAJN «Clan MacInnes / Clann MhicAonghais»                          | 25,6 años                                          |
| Embraer ERJ-145                      | 13          | —       | 49                                                 | G-SAJF «Clan MacDuff / Clann MhicDhuibh»                             | 25,3 años                                          |
| Embraer ERJ-145                      | 13          | —       | 49                                                 | G-SAJC «Clan Baillie / Clann a' Bhàillidh»                           | 25 años                                            |
| Embraer ERJ-145                      | 13          | —       | 49                                                 | G-SAJE «Pride Jet / Jet Pròis»                                       | 24,1 años                                          |
| Embraer ERJ-145                      | 13          | —       | 49                                                 | G-SAJD «Clan McRitchie / Clann MhicRisnidh»                          | 24 años                                            |
| Total                                | 37          | 1       | Edad media de la flota (junio de 2025): 21,3 años. | Edad media de la flota (junio de 2025): 21,3 años.                   | Edad media de la flota (junio de 2025): 21,3 años. |

### Flota histórica
| Aeronaves                      | Total | Introducido | Retirado | Matrículas |
| ------------------------------ | ----- | ----------- | -------- | --- |
| BAC 1-11                       | 1     | 1989        | 1989     | G-AZUK |
| Beechcraft Modelo 18           | 1     | 1968        | 1975     | G-ASUG |
| British Aerospace 146          | 2     | 1989        | 1992     | G-OLCA y G-OLCB |
| British Aerospace ATP          | 10    | 1991        | 2005     | G-LOGA, G-LOGB, G-LOGC, G-LOGD, G-LOGF, G-LOGG, G-MANJ, G-MANL, G-MAUD y G-UIET                                                                                 |
| British Aerospace Jetstream 31 | 5     | 1991        | 1994     | G-LOGP, G-LOGR, G-LOGT, G-LOGU y G-LOGV |
| British Aerospace Jetstream 41 | 3     | 1993        | 1994     | G-LOGJ, G-LOGK y G-LOGL |
| Britten-Norman Islander        | 16    | 1967        | —        | G-AVKC, G-AVRA, G-AWNR, G-AXFL, G-AXKB, G-AXRM, G-AYCV, G-BANL, G-AZZM, G-BBNL, G-BDVW, G-BCYC, G-BDKR, G-BPCA, G-BOMG y G-BLEI                                 |
| De Havilland Canadá Dash 7     | 2     | 1987        | 1987     | G-BNGF y G-BNDC |
| Dornier 328                    | 6     | 2013        | 2019     | G-BWIR, G-BWWT, G-BYHG, G-BYMK, G-BZOG y G-CCGS |
| Embraer EMB-110 Bandeirante    | 2     | 1980        | 1985     | G-BIBE y G-BHHA |
| Embraer ERJ-135                | 4     | 2018        | 2022     | G-SAJB, G-SAJR, G-SAJT y G-SAJU |
| Fokker F27 Friendship          | 4     | 1983        | 1988     | G-IOMA, G-BDVS, G-BAKL y G-BMAP |
| Saab 340                       | 20    | 1999        | 2024     | ES-NSD, G-GNTB, G-GNTF, G-GNTG, G-LGNA, G-LGNB, G-LGNC, G-LGND, G-LGNE, G-LGNF, G-LGNG, G-LGNH, G-LGNI, G-LGNJ, G-LGNK, G-LGNL, G-LGNM, G-LGNN, G-LGNU y G-LGNZ |
| Saab 2000                      | 5     | 2014        | 2020     | G-LGNO, G-LGNP, G-LGNR, G-LGNS y G-LGNT |
| Short 330                      | 2     | 1979        | 1984     | G-BGNA y G-BIRN |
| Short 360                      | 18    | 1983        | 2003     | G-LEGS, G-BNMT, G-BNMW, G-BMLC, G-BPFN, G-BNMU, G-WACK, G-BNYI, G-BKMX, G-RMSS, G-BLGB, G-ISLE, G-BMAR, G-SALU, G-BVMY, G-BMHX, G-BWMZ y G-BLPV                 |
| Short SC.7 Skyvan              | 1     | 1969        | 1974     | G-AWYG |
| Vickers Viscount               | 1     | 1984        | 1984     | G-AOHM |

## Curiosidades
- Loganair opera el vuelo regular más corto del mundo, que tarda solamente 2 minutos en viajar desde Westray a Papa Westray, dos islas del archipiélago de las Órcadas, en al norte de Escocia.

- Los horarios de los servicios regulares de Loganair al Aeropuerto de Barra dependen de las mareas, debido a que las pistas de arena del aeropuerto están sobre la playa y son invadidas por la marea regularmente. La facilidad del Twin Otter para aterrizar en la arena de la playa, sin hundirse ni atascarse, es la principal razón por la que la compañía mantiene operativos los Twin Otter. Aterrizar y despegar del Aeropuerto de la Isla de Barra (Escocia), en la Hébridas Exteriores, es en sí una experiencia turística y aérea única.